# Glass Onion
Glass Onion (englisch für: ‚Gläserne Zwiebel‘) ist ein Lied der britischen Band The Beatles, das 1968 auf ihrem neunten Studioalbum The Beatles veröffentlicht wurde. Komponiert wurde es von John Lennon und unter der Autorenangabe Lennon/McCartney veröffentlicht.

## Hintergrund
Mitte Februar 1968 reisten die Beatles mit ihren Frauen nach Rishikesh (Indien), wo ein mehrwöchiger Meditationskurs des Maharishi Mahesh Yogi stattfand. Ringo Starr kehrte bereits Anfang März nach England zurück, Paul McCartney folgte drei Wochen später. John Lennon und George Harrison verließen Indien erst Mitte April. Während des Indienaufenthalts schrieben die Beatles die Mehrzahl der Lieder für ihr neues Album, so war Glass Onion eines der Lieder, die Lennon in Indien schrieb. Glass Onion gehört zu den Esher-Demos, die Ende Mai 1968 im Haus von George Harrison aufgenommen wurden.
Lennon schrieb das Lied als Reaktion auf die vielen Versuche, die teils vieldeutigen Texte der Beatles zu interpretieren, wobei Fehldeutungen nicht selten waren. John Lennon hatte bereits zuvor versucht, die Zuhörerschaft mit möglichst kryptischen Texten zu verwirren, was ihm vor allem mit dem Song I Am the Walrus gelang. In Glass Onion werden einige Charaktere und Metaphern aus anderen Beatles-Stücken erwähnt, so etwa I Am the Walrus, Strawberry Fields Forever, Lucy in the Sky with Diamonds, Fixing a Hole, The Fool on the Hill und Lady Madonna.
Glass Onion war ein Name, der von Lennon für The Iveys vorgeschlagen wurde, eine Musikgruppe, die 1968 bei Apple Records unterschrieb und sich später Badfinger nannte.

## Aufnahme
Glass Onion wurde am 11. September 1968 in den Londoner Abbey Road Studios (Studio 2) mit dem Produzenten Chris Thomas aufgenommen. Ken Scott war der Toningenieur der Aufnahmen. Die Beatles nahmen 34 Takes auf. Die Beatles entschieden sich für Take 33, um daran weiter zu arbeiten. Die Aufnahmen erfolgten zwischen 19 und 3:30 Uhr. Am 12. September erfolgten im Overdubverfahren Gesang und Tamburin, am 13. September weiteres Schlagzeug und Klavier, am 16. September Blockflöte, jeweils mit demselben Produzententeam.
Am 26. September erfolgte eine Monoabmischung, die erst 1996 auf dem Kompilationsalbum Anthology 3 veröffentlicht wurde.
Die Aufnahme der orchestralen Begleitung erfolgte am 10. Oktober mit George Martin als Produzent und Ken Scott als Toningenieur, wiederum im Studio 2.
Die endgültige Monoabmischung und die Stereoabmischung erfolgten am 10. Oktober 1968.
Besetzung
- John Lennon: Akustikgitarre, Gesang
- Paul McCartney: Bass, Klavier, Blockflöte
- George Harrison: Leadgitarre
- Ringo Starr: Schlagzeug, Tamburin
- Chris Thomas: Blockflöte
- Henry Datyner, Eric Bowie, Norman Lederman, Ronald Thomas: Geige
- John Underwood, Keith Cummings: Bratsche
- Eldon Fox, Reginald Kilbey: Cello

## Veröffentlichungen
- Am 22. November 1968 erschien in Deutschland das 13. Beatles-Album The Beatles, auf dem Glass Onion enthalten ist. In Großbritannien wurde das Album ebenfalls am 22. November veröffentlicht, dort war es das zehnte Beatles-Album.
- In den USA erschien das Album drei Tage später, am 25. November, dort war es das 16. Album der Beatles.
- Am 25. Oktober 1996 wurde auf dem Kompilationsalbum Anthology 3 eine Monoabmischung mit diversen Soundeffekten, die George Martin für unbrauchbar hielt, veröffentlicht sowie das Esher-Demo.
- Am 9. November 2018 erschien die 50-jährige Jubiläumsausgabe des neu abgemischten Albums The Beatles (Super Deluxe Box), auf dieser befindet sich eine bisher unveröffentlichte Version (Take 10) von Glass Onion sowie das Esher-Demo in einer neuen Abmischung von Giles Martin und Sam Okell.
- Am 10. November 2023 wurde das Kompilationsalbum 1967–1970 erneut wiederveröffentlicht. Auf diesem befindet sich erstmals Glass Onion, hier in der von Giles Martin und Sam Okell 2018 neu abgemischten Version.

## Coverversionen
Folgend eine kleine Auswahl:
- The Punkles – For Sale[1]
- Phish – Live Phish[2]
- The Slags – Turn On Tune In Drop Out[3]